# 1703
- Wikisource

| Calendário gregoriano                                                        | 1703 MDCCIII                         |
| Ab urbe condita                                                              | 2456                                 |
| Calendário arménio                                                           | 1152 – 1153                          |
| Calendário bahá'í                                                            | -141 – -140                          |
| Calendário budista                                                           | 2247                                 |
| Calendário chinês                                                            | 4399 – 4400 Início a 16 de fevereiro |
| Calendário copta                                                             | 1419 – 1420                          |
| Calendário etíope                                                            | 1695 – 1696                          |
| Calendários hindus - Vikram Samvat - Calendário nacional indiano - Cáli Iuga | 1758 – 1759 1624 – 1625 4803 – 4804  |
| Calendário Holoceno                                                          | 11703                                |
| Calendário islâmico                                                          | 1115 – 1116                          |
| Calendário judaico                                                           | 5463 – 5464                          |
| Calendário persa                                                             | 1081 – 1082                          |
| Calendário rúnico                                                            | 1953                                 |
| Calendário solar tailandês                                                   | 2246                                 |

1703 (MDCCIII, na numeração romana) foi um ano comum do século XVIII do Calendário Gregoriano, da Era de Cristo, e a sua letra dominical foi G (52 semanas), teve início numa segunda-feira e terminou também numa segunda-feira.
| Ano completo                         |
| ------------------------------------ |
| Ano comum com início à segunda-feira |

## Eventos
- 8 de Agosto - É criado o jornal diário Wiener Zeitung,até então chamado de Wiennerisches Diarium.
- 27 de Dezembro - Portugal e Inglaterra assinaram o Tratado de Methuen.
- Construção da Ermida de Santa Margarida de Chaves, Rosto de Cão, ilha de São Miguel, Açores.

## Nascimentos
- Muhammad ibn Abd al-Wahhab, fundador do Wahhabismo dentro da religião muçulmana.

## Mortes
- 3 de março - Robert Hooke, cientista inglês.
- 28 de Outubro - John Wallis, matemático.